# Лизьер
Лизье́р (фр. Lizières, окс. Lisieres) — коммуна во Франции, находится в регионе Лимузен. Департамент коммуны — Крёз. Входит в состав кантона Ле-Гран-Бур. Округ коммуны — Гере.
Код INSEE коммуны — 23111.

## Население
Население коммуны на 2010 год составляло 283 человека.
| 1962 | 1968 | 1975 | 1982 | 1990 | 1999 | 2010 |
| ---- | ---- | ---- | ---- | ---- | ---- | ---- |
| 390  | 355  | 310  | 313  | 303  | 284  | 283  |

## Экономика
В 2010 году среди 164 человек трудоспособного возраста (15—64 лет) 115 были экономически активными, 49 — неактивными (показатель активности — 70,1 %, в 1999 году было 68,0 %). Из 115 активных жителей работали 99 человек (58 мужчин и 41 женщина), безработных было 16 (9 мужчин и 7 женщин). Среди 49 неактивных 9 человек были учениками или студентами, 21 — пенсионерами, 19 были неактивными по другим причинам.